# Gascones
Gascones és un municipi de la Comunitat de Madrid. Limita amb Villavieja del Lozoya, La Serna del Monte, Braojos, Buitrago del Lozoya i amb la província de Segòvia

## Demografia
| 1991 | 1996 | 2001 | 2004 |
| ---- | ---- | ---- | ---- |
| 107  | 102  | 114  | 158  |